# Masakatsu Sawa
Masakatsu Sawa (jap. 澤 昌克 Sawa Masakatsu; ur. 12 stycznia 1983) – japoński piłkarz występujący na pozycji pomocnika.

## Kariera klubowa
Od 2005 roku występował w klubach Sporting Cristal, Coronel Bolognesi, Deportivo Municipal, Cienciano, Kashiwa Reysol i Deportivo Municipal.